# Aartseparchie Trichur
De aartseparchie Trichur (Latijn: Trichuriensis) is een Syro-Malabar-katholieke aartseparchie met als zetel Thrissur (voorheen Trichur), in India. De aartsbisschop van Trichur is metropoliet van de kerkprovincie Trichur, waartoe ook de volgende suffragane eparchieën behoren:
- Irinjalakuda
- Palghat
- Ramanathapuram

## Geschiedenis
De aartseparchie werd opgericht op 20 mei 1887, als het apostolisch vicariaat Trichur, uit delen van het apostolisch vicariaay Verapoly. Op 21 december 1923 werd het verheven tot eparchie, en was suffragaan aan de aartseparchie Ernakulam. Op 18 mei 1995 werd het verheven tot metropolitane aartseparchie. 

## Parochies
De aartseparchie had in 2022 een oppervlakte van 2.000 km2 en telde 3.110.000 inwoners waarvan 14,2% rooms-katholiek was.

## Ordinarii

### Apostolisch vicarissen
- Adolphus Edwin Medlycott (13 september 1887 - 1896)
- John Menacherry (11 augustus 1896 - 19 december 1919)

### Bisschoppen
- Francis Vazhapilly (apostolisch vicaris: 5 april 1921, bisschop: 21 december 1923 - 12 mei 1942)
- George Alapatt (11 maart 1944 - 4 juni 1970)

### Aartsbisschoppen
- Joseph Kundukulam (bisschop: 4 juni 1970, aartsbisschop: 18 mei 1995 - 11 november 1996)
- Jacob Thoomkuzhy (11 november 1996 - 22 januari 2007)
- Andrews Thazhath (22 januari 2007 - heden; hulpbisschop sinds 18 maart 2004)
  - Raphael Thattil (hulpbisschop: 18 januari 2010 - 10 oktober 2017; grootaartsbisschop in 2024)
  - Tony Neelankavil (hulpbisschop: 1 september 2017 - heden)

## Galerij van afbeeldingen

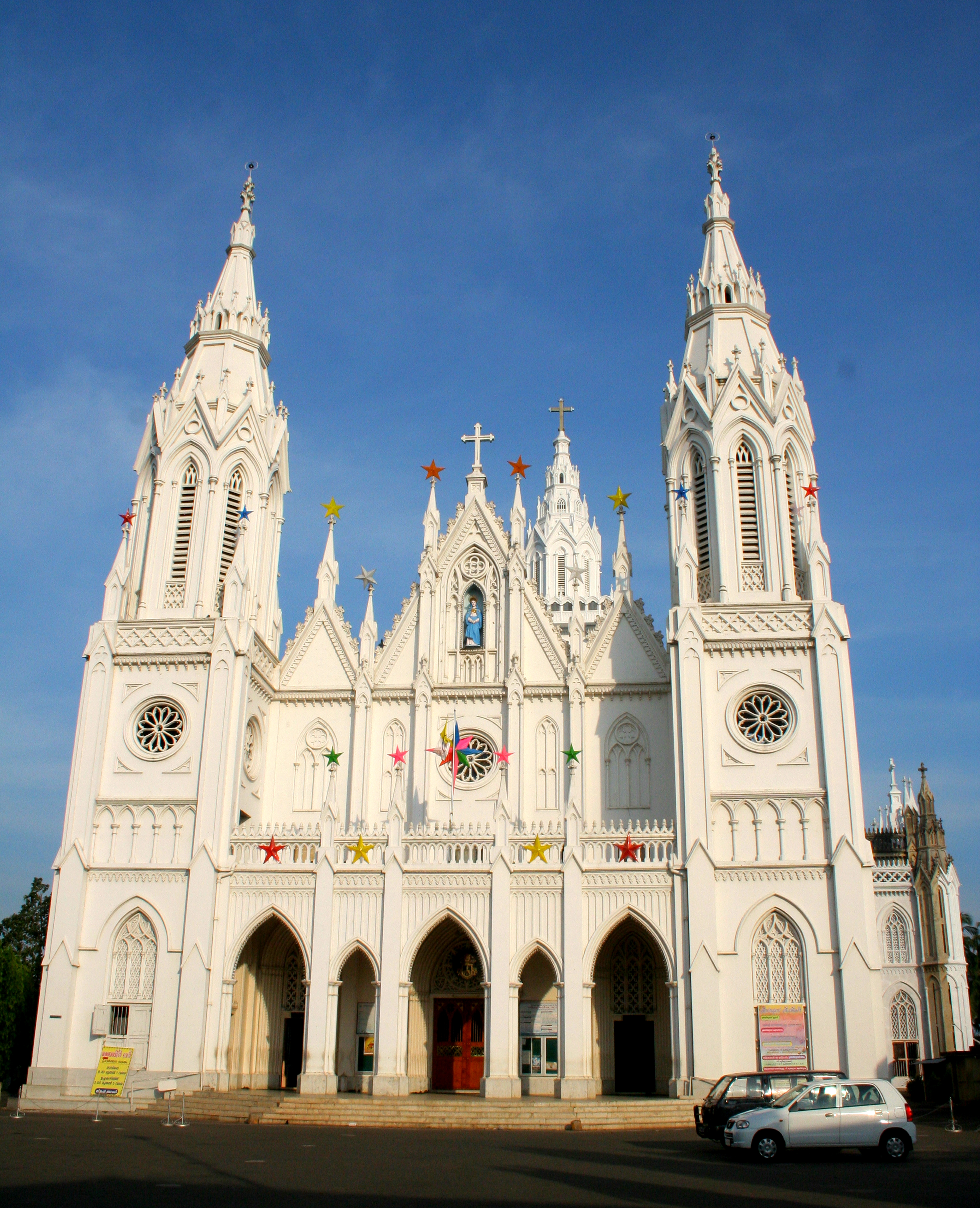
Our Lady of Dolours-basiliek in Thrissur
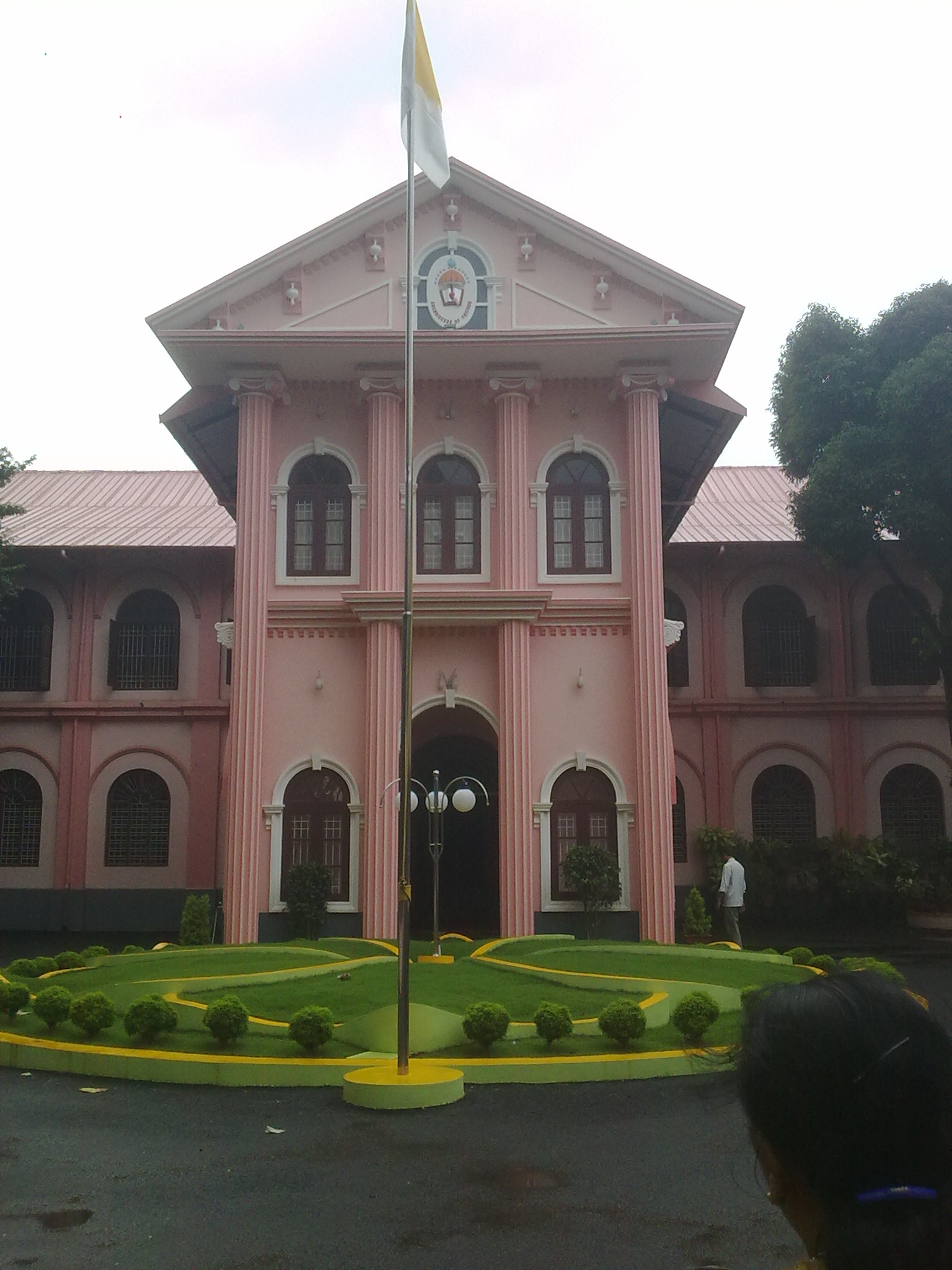
Bisschopshuis in Thrissur
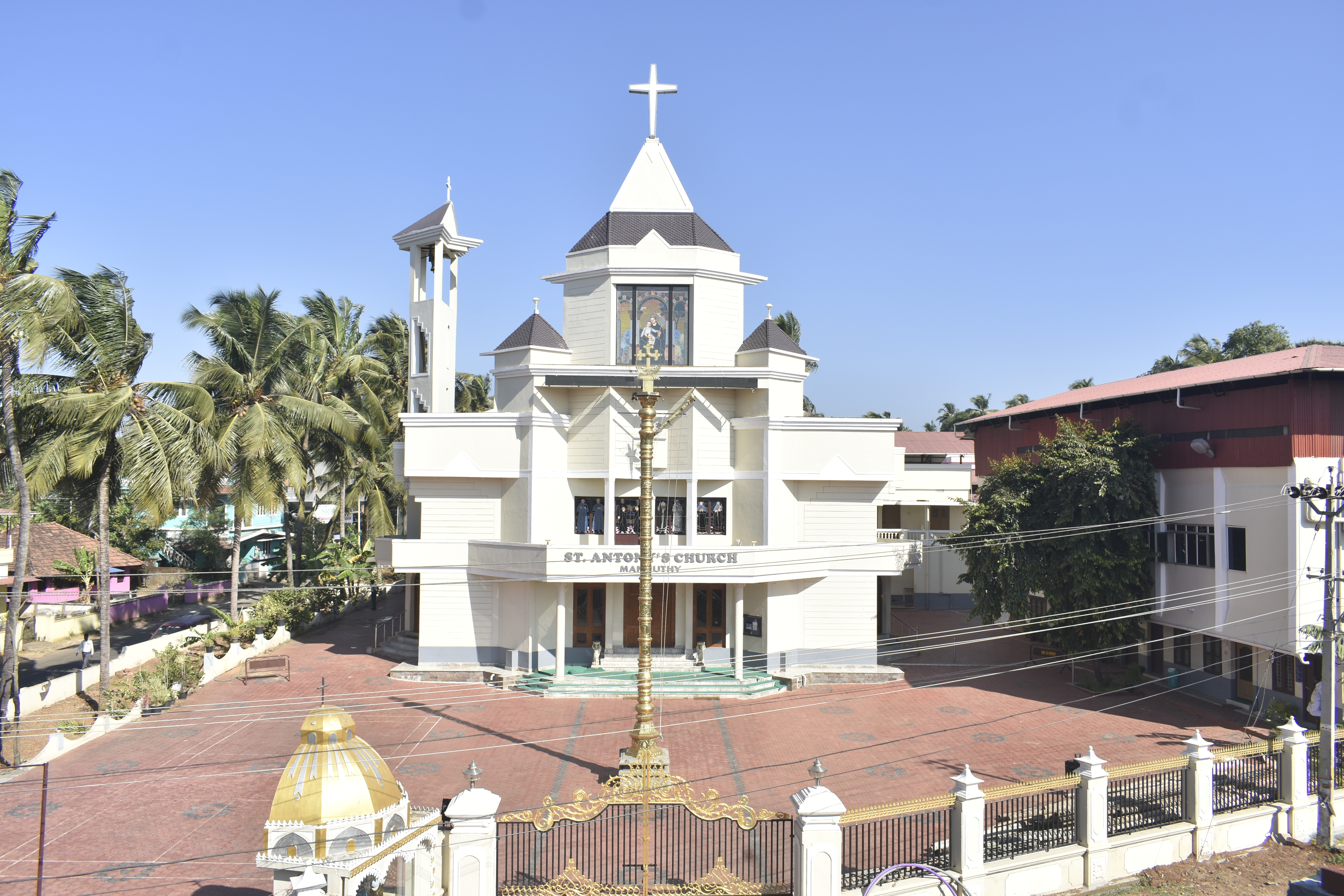
Sint-Antoniuskerk in Mannuthy
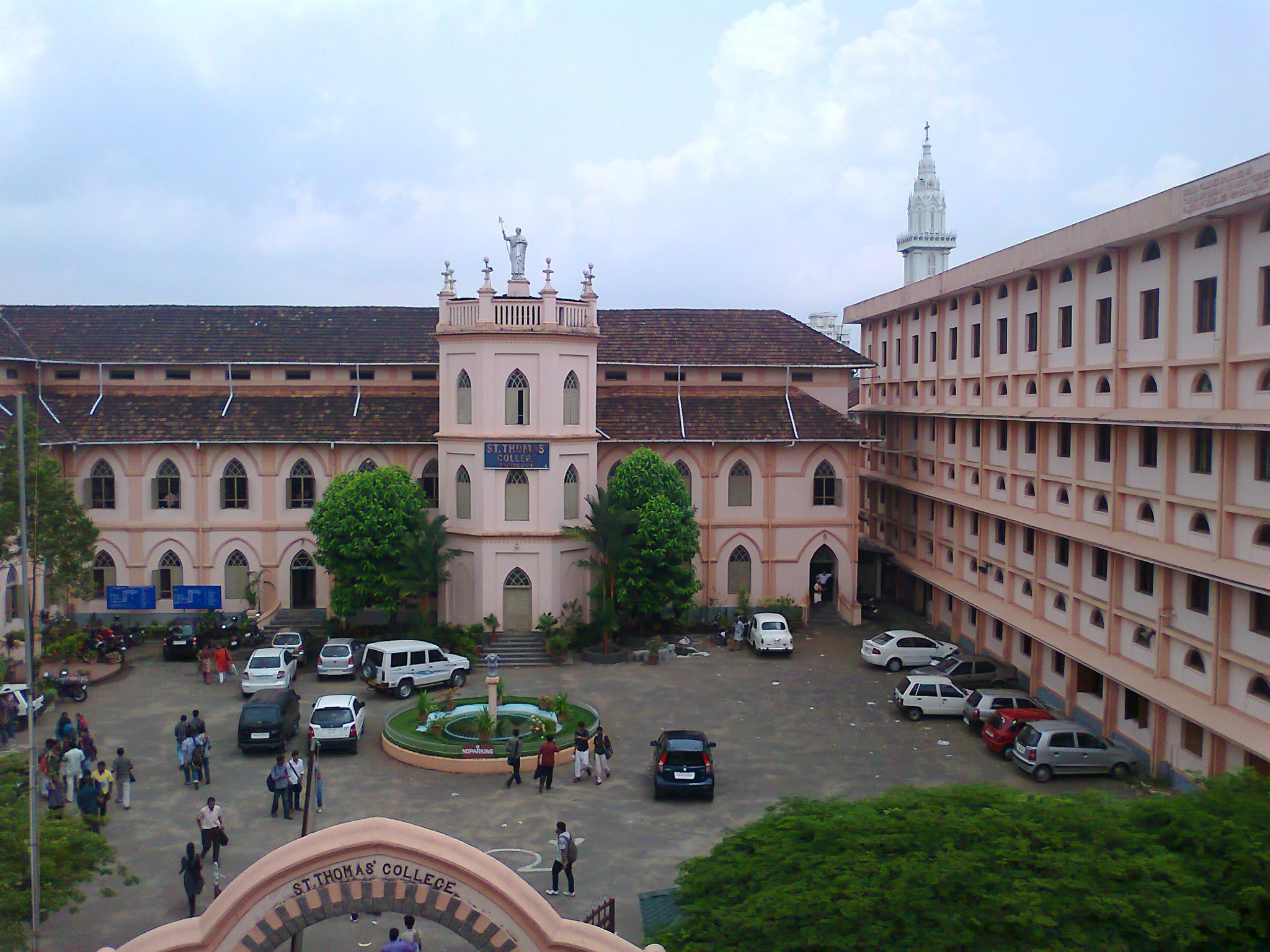
St. Thomas College in Thrissur
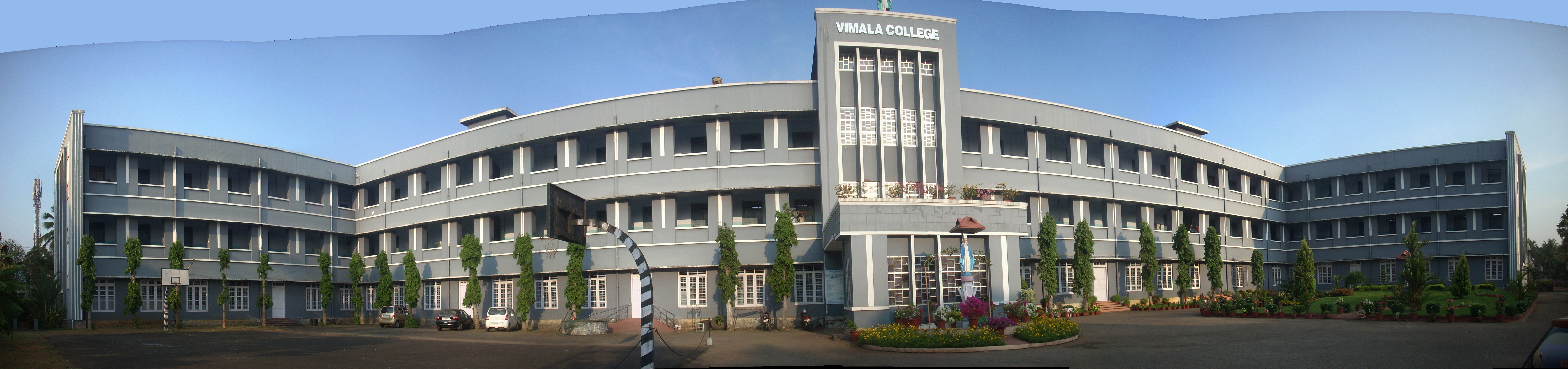
Vimala College in Thrissur
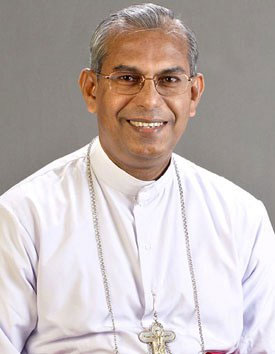
Aartsbisschop Andrews Thazhath (2007-heden)
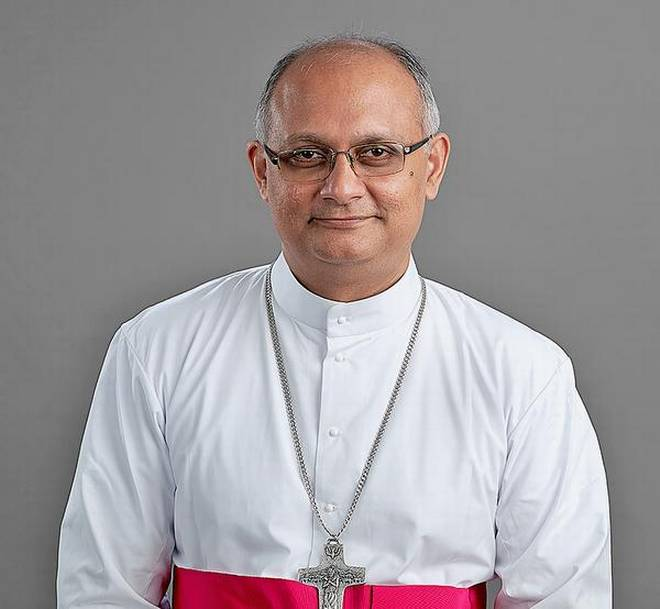
Hulpbisschop Tony Neelankavil (2017-heden)
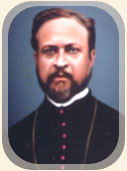
Apostolisch vicaris Adolphus Edwin Medlycott (1887-1896), de eerste apostolisch vicaris

Trichur (aartseparchie) · Irinjalakuda · Palghat · Ramanathapuram